# Business wargame
Un business wargame (ou business war game) est un exercice collectif de simulation concrète en équipe d'une situation concurrentielle en temps réel d'entreprise.
C'est un exercice de créativité stratégique cherchant à trouver des solutions à des problèmes concurrentiels.
La méthode est inspirée de celle des wargames d'état-major reprenant la vieille idée du Kriegspiel.
Le business wargame n'a pratiquement aucun rapport ni avec les business-games, jeux d'entreprise ou simulations informatiques des écoles de commerce et de gestion, ni avec les wargames (ou jeu de guerre) ludiques. Une exception notable en la matière concerne les travaux de recherche de Stéphane Goria sur l'apport des jeux de plateau pour l'aide à la veille stratégique et à la veille créative.
Aux États-Unis les business wargames (on dit aussi business wargaming) sont pratiqués, sous des noms divers, par beaucoup d'entreprises, en particulier les entreprises de défense, avant de répondre à un appel d'offres.
Équivalent structuré d'un brainstorming stratégique ou d'un wargaming informel, un business wargame obéit, comme le brainstorming, à un ensemble de règles et de procédures strictes et doit, pour être efficace, respecter des formats dictés par l'expérience : une demi-journée de présentation, quinze jours de préparation à distance, deux jours de workshop, etc.
Son objectif est d'anticiper de façon créative les stratégies potentielles futures des principaux concurrents de l'entreprise, d'imaginer un faisceau de stratégies alternatives les rendant caduques et de choisir collectivement la meilleure d'entre elles en fonction des critères de choix et des valeurs de l'entreprise afin de la mettre en œuvre collectivement.

## Historique du Business wargame
Les militaires ont été les premiers à utiliser les wargames pour preparer les chefs militaires à des situations imprévues sur le champ de bataille de la Grèce antique. Les Prussiens ont été les premiers à le formaliser en 1811 et à partir de 1887, le Naval War College des États-Unis a commencé à l'utiliser dans la formation de ses officiers, .
L'Amiral Chester W. Nimitz de l'armée des États-Unis a donné la première application concrète du wargame dans les années 1930 lorsqu'il a pu prédire et jouer pratiquement toutes les batailles du Pacifique pendant la Seconde Guerre Mondiale. En 1960, l'Amiral Nimitz dira que: "Pendant la guerre, la guerre avec le Japon a été reconstituée dans les salles de jeux par tant de personnes et de manière tellement différente que rien de ce qui s’est passé pendant la guerre n’a été une surprise; absolument rien mis à part l'utilisation de Kamikazes, nous n'avions pas prévu cela".
La pratique du wargame dans le domaine militaire a, par la suite été adaptée au monde des affaires pour donner le Business wargame qui une pratique dans laquelle les dirigeants d'une entreprise jouent sur plusieurs équipes, représentant leur propre entreprise, ses principaux concurrents, les principales parties prenantes et le marché,,. Les leçons tirées d'une telle simulation s'avèrent inestimables pour rendre les projets, les initiatives et les entreprises elles-mêmes plus efficaces. Il est même enseigné dans les programmes universitaires en gestion comme le MBA et beaucoup de livres ont été écrits sur le sujet.

## Structure d'un Business wargame
Le succès du Business wargame repose  sur la connaissance du plan d'exécution de son entreprise par rapport aux plans et actions de ses concurrents doublé d'une bonne capacité à faire face aux imprévues.
Le business wargame se pratique avec au moins quatre équipes différentes, :
- La première équipe est celle qui représente l’entreprise[11]. Généralement ce sont les hauts dirigeants, décideurs de la compagnie qui sont membres de cette équipe puisque c’est à eux que revient la charge de prendre des décisions au nom de la compagnie.

- La deuxième équipe est celle qui représente les concurrents[11]. Elle peut être représentée par d’autres hauts dirigeants de la compagnie qui vont devoir adopter le point de vue d’un concurrent à l’égard de leur compagnie.

- La troisième équipe est celle qui représente le marché. Elle est composée d'individus qui représentent les clients, les fournisseurs, les sous-traitants, etc.

- La dernière équipe est l’organisme de contrôle qui supervise le déroulement des séances de wargame. Cette équipe doit être composée d’experts de l’industrie capables d’orienter les participants dans leurs prises de décision. Il existe beaucoup de firmes qui proposent des services de business wargames. Ces derniers jouent le rôle de contrôle lors des séances de simulation et fournissent des rétroactions aux participants.

Les séances de business wargame se tiennent généralement sur une, deux voire plusieurs journées. Suivant les scénarios, l’équipe de l'entreprise et les concurrents vont analyser des données et des informations qui leur sont disponibles. En fonction de ces informations, ils vont préparer des offres que les équipes de marchés et de contrôle vont ensuite analyser pour fournir les résultats du marché. Le but est de développer une vision de l'évolution des marchés et des concurrents et, plus important encore, une compréhension des moteurs de cette évolution.

## Business wargame et l'analyse SWOT
L'analyse SWOT est un outil d'évaluation de la position concurrentielle d'une entreprise. Elle permet d'identifier ses forces, ses faiblesses, ses opportunités d'affaires et les menaces auxquelles l'entreprise fait face. Une analyse SWOT est une photo instantanée de la situation de l'entreprise. Cette photo instantannée va permettre de déterminer la prochaine étape la plus probable en fonction de l’objectif global de la société.
C'est à la suite de l'analyse de sa position concurrentielle avec le SWOT ou avec d'autres outils que l'entreprise pourra passer au Business wargame en ayant une vue de l'environnement beaucoup plus réaliste.

## Liste des références
1. 1 2 3  (en) John E. Treat, George E. Thibault, et Amy Asin, « Dynamic Competitive Simulation: Wargaming as a Strategic Tool », strategy+business,‎ 1er avril 1996 (lire en ligne, consulté le 18 septembre 2018)
2. ↑  « What is Business Wargaming? - War Gaming History », sur franchise-info.ca (consulté le 18 septembre 2018).
3. ↑  (en-US) « Naval War College reenacts Jutland wargame », sur usnwc.edu (consulté le 18 septembre 2018).
4. ↑  (en) Sarandis 'Randy' Papadopoulos, Ph.D, « Wargaming: Now more than ever . . . », Department of the Navy, Department of Defense or the United States government.,‎ 14 août 2015 (lire en ligne)
5. ↑  (en-US) « What Is Wargaming? –  Decision Games », sur decisiongames.com (consulté le 18 septembre 2018).
6. 1 2  « From Competitive Advantage to Corporate Strategy », Harvard Business Review,‎ 1er mai 1987 (lire en ligne, consulté le 18 septembre 2018)
7. 1 2  (en) Daniel F. Oriesek & Jan Oliver Schwarz Schwarz, « Business Wargaming », sur businesswargaming.com (consulté le 18 septembre 2018).
8. ↑  (en) « Business wargaming for teaching strategy making », sur hershbine.net (consulté le 18 septembre 2018).
9. ↑  (en) C. J. Kurtz, « Business Wargaming », Laribot,‎ 2007 (lire en ligne)
10. ↑  (en) « Business Wargaming Methodology »(Archive.org • Wikiwix • Archive.is • Google • Que faire ?), sur businesswargaming.com.
11. 1 2 3 4  « War Games: Gaining Advantage on the Business Battleground », sur directionsmag.com (consulté le 18 septembre 2018).
12. ↑  (en-US) Investopedia Staff, « SWOT Analysis », Investopedia,‎ 17 février 2005 (lire en ligne, consulté le 19 septembre 2018)
13. 1 2  (en-US) « The Art of War Games and SWOT », sur cuttingedgeinfo.com (consulté le 19 septembre 2018).